# Щогла Краматорського РТПЦ (друга)
Щогла Краматорського радіотелевізійного передавального центру — щогла, споруджена у 2016 році на місці зруйнованої в 2014 році. Розташована на Карачун-горі між містами Краматорськом і Слов'янськом у Донецькій області.

## Характеристика
Висота вежі становить 184,41 метри. Покриває радіосигналом міста Краматорськ і Слов'янськ  та прилеглі райони в радіусі 60 км.
Вежа на 50 м нижча за попередницю. Менша висота та особливості рельєфу місцевості відображаються на радіусі її покриття, який значно зменшився.

## Радіомовлення
- 87.5 — Радіо М
- 88.1 — Українське радіо
- 89 0 — Армія FM
- 90.4 — Українське радіо. Донбас
- 90.9 — Громадське радіо
- 91.3 — Радіо Культура
- 92.7 — Невідома радіостанція
- 99.0 — Країна ФМ
- 100.3 — Радіо Промінь
- 101.0 — Radio NV
- 101.7 — Radio ROKS
- 102.2 — Українське радіо
- 102.8 — Радіо П'ятниця
- 103.9 — Радіо Клас!
- 105.0 — Мелодія FM
- 105.7 — Стильне радіо Перець FM
- 106.2 — Radio Relax
- 107.0 — Kiss FM
- 107.4 — Хіт FM
- 107.8 — Радіо Байрактар

## Телебачення

### Аналогове мовлення
- 22. Перший
- 24. С+ T2
- 29. ICTV
- 36. 2+2 ТОР
- 44. 8 канал
- 47. Орбіта (план)
- 49. ТБ Капрі
- 57. Новий канал
- 59. СТБ
- 61. Суспільне Донбас

### Цифрове мовлення
- 8. 7-й мультиплекс
- 21. 1-й мультиплекс
- 33. 3-й мультиплекс
- 38. 5-й мультиплекс
- 42. 2-й мультиплекс